# 安田駅 (新潟県)
安田駅（やすだえき）は、新潟県柏崎市大字安田にある、東日本旅客鉄道（JR東日本）信越本線の駅である。

## 歴史
- 1899年（明治32年）12月10日：北越鉄道が柏崎 - 北条間に新設開業[3][2]。
- 1907年（明治40年）8月1日：北越鉄道が国有化され、帝国鉄道庁（国有鉄道）の駅となる[3]。このころに駅舎を設置。
- 1958年（昭和33年）12月23日：駅舎を改築[4]。
- 1971年（昭和46年）12月1日：貨物の取り扱いを廃止[3]。
- 1984年（昭和59年）2月1日：荷物の扱いを廃止[3]。
- 1987年（昭和62年）4月1日：国鉄分割民営化により、JR東日本の駅となる[3]。
- 2017年（平成29年）8月：のりば番号（1番線・2番線）が設定される。
- 2021年（令和3年）10月1日：終日無人化[5]。

## 駅構造
単式ホーム2面2線を有する地上駅で、両ホームは跨線橋で連絡している。島式内側にある中線は元々2番線であり、保守用に上りと下りを連絡している。構造としては乗り越し分岐器となっているほか、架線が撤去されており通常は使用されていない。
長岡駅が管理する無人駅である。無人化される前までは、ジェイアール新潟ビジネスが運営する業務委託駅で、定期券や指定席券などを発売する「きっぷ売り場」を置いていた。駅舎は1958年（昭和33年）12月に改築された古レール・モルタル造平屋建てで、地元の負担で建設された。
北越急行ほくほく線「はくたか号」の開業前は、優等列車の通過待ち合わせ時などに駅社員がポイントを切り替えていた。

### のりば
| 番線 | 路線      | 方向 | 行先             |
| ---- | --------- | ---- | ---------------- |
| 1    | ■信越本線 | 下り | 長岡・新潟方面   |
| 2    | ■信越本線 | 上り | 柏崎・直江津方面 |

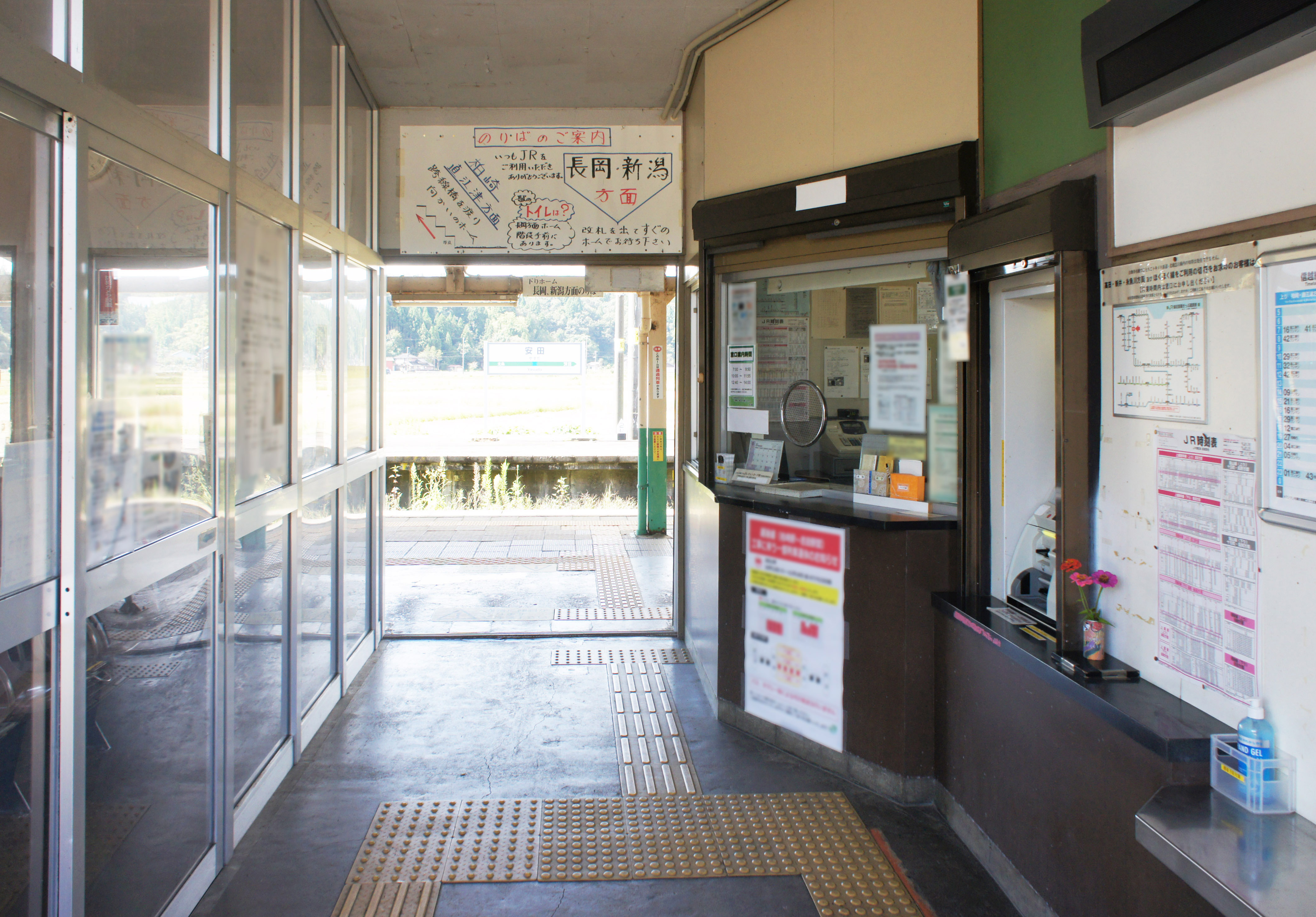
改札口（2021年9月）
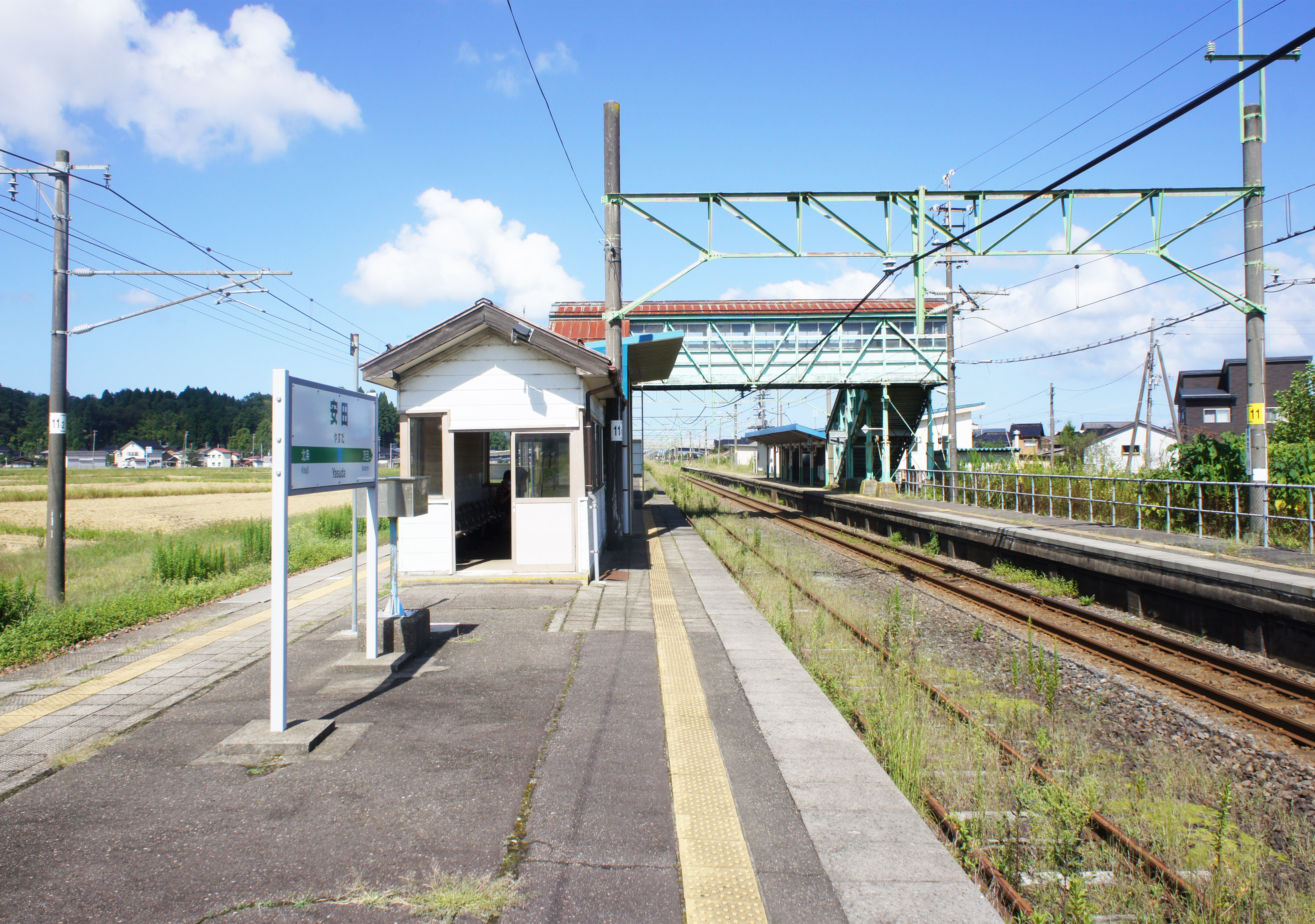
ホーム（2021年9月）

## 利用状況
JR東日本によると、2000年度（平成12年度）- 2020年度（令和2年度）の1日平均乗車人員の推移は以下のとおりであった。
| 1日平均乗車人員推移 | 1日平均乗車人員推移 | 1日平均乗車人員推移 | 1日平均乗車人員推移 | 1日平均乗車人員推移 |
| 年度                | 定期外              | 定期                | 合計                | 出典                |
| ------------------- | ------------------- | ------------------- | ------------------- | ------------------- |
| 2000年（平成12年）  |                     |                     | 379                 | [ 利用客数 1 ]      |
| 2001年（平成13年）  |                     |                     | 364                 | [ 利用客数 2 ]      |
| 2002年（平成14年）  |                     |                     | 339                 | [ 利用客数 3 ]      |
| 2003年（平成15年）  |                     |                     | 315                 | [ 利用客数 4 ]      |
| 2004年（平成16年）  |                     |                     | 340                 | [ 利用客数 5 ]      |
| 2005年（平成17年）  |                     |                     | 329                 | [ 利用客数 6 ]      |
| 2006年（平成18年）  |                     |                     | 332                 | [ 利用客数 7 ]      |
| 2007年（平成19年）  |                     |                     | 308                 | [ 利用客数 8 ]      |
| 2008年（平成20年）  |                     |                     | 304                 | [ 利用客数 9 ]      |
| 2009年（平成21年）  |                     |                     | 280                 | [ 利用客数 10 ]     |
| 2010年（平成22年）  |                     |                     | 278                 | [ 利用客数 11 ]     |
| 2011年（平成23年）  |                     |                     | 290                 | [ 利用客数 12 ]     |
| 2012年（平成24年）  | 45                  | 290                 | 335                 | [ 利用客数 13 ]     |
| 2013年（平成25年）  | 43                  | 303                 | 347                 | [ 利用客数 14 ]     |
| 2014年（平成26年）  | 45                  | 267                 | 313                 | [ 利用客数 15 ]     |
| 2015年（平成27年）  | 45                  | 250                 | 296                 | [ 利用客数 16 ]     |
| 2016年（平成28年）  | 46                  | 269                 | 315                 | [ 利用客数 17 ]     |
| 2017年（平成29年）  | 44                  | 300                 | 344                 | [ 利用客数 18 ]     |
| 2018年（平成30年）  | 48                  | 321                 | 369                 | [ 利用客数 19 ]     |
| 2019年（令和元年）  | 41                  | 317                 | 358                 | [ 利用客数 20 ]     |
| 2020年（令和02年）  | 25                  | 309                 | 335                 | [ 利用客数 21 ]     |

## 駅周辺
駅周辺には教育施設が集積している。
- 新潟県道116号安田停車場線
- 国道252号
- 新潟産業大学
- 新潟産業大学附属高等学校
- イガイ電気設備

## バス路線
駅前を通る国道252号沿いに越後交通の「安田駅前」バス停が設置されている。
- 岡野町・じょんのび村行き[7][8]／柏崎駅前行き[7][8]
- 杉平行き[7][9]／柏崎駅前行き[7][9]
- 新潟産業大学・新潟工科大学・柏崎駅南口行き[7][10]

## その他
当駅から分岐して高柳町、十日町方面へ至る刈羽鉄道の明治期（1912年免許、1914年失効）、大正期（1921年免許、1925年失効）の計画が存在した。

## 隣の駅
東日本旅客鉄道（JR東日本）
■信越本線
■快速
通過
■普通
茨目駅 - 安田駅 - 北条駅

### 記事本文
1. 1 2 3 4 5 6  『週刊 JR全駅・全車両基地』 14号 長野駅・新津駅・高田駅ほか、朝日新聞出版〈週刊朝日百科〉、2012年11月11日、23頁。
2. 1 2  「停車場設置」『官報』1899年12月13日（国立国会図書館デジタル化資料）
3. 1 2 3 4 5 6  石野哲 編『停車場変遷大事典 国鉄・JR編 II』（初版）JTB、1998年10月1日、584頁。ISBN 978-4-533-02980-6。
4. 1 2  「見附駅等ぞくぞく新駅舎誕生」『交通新聞』交通協力会、1958年12月19日、2面。
5. 1 2  令和3年9月7日開議 令和3年 阿賀町議会9月定例会議 行政報告 (PDF) (pdf). 2021年9月7日時点のオリジナル (PDF)よりアーカイブ。
6. 1 2  “JR東日本：駅構内図・バリアフリー情報（安田駅）”.   東日本旅客鉄道. 2025年5月5日閲覧。
7. 1 2 3 4 5  “柏崎市公共交通ガイドブック 令和7年度版” (PDF).   柏崎市. 2025年5月5日閲覧。
8. 1 2  “柏崎駅前＝安田＝鳥越＝加納＝岡野町車庫・じょんのび村 線（路線図）” (PDF). 【公式】越後交通株式会社 路線バス時刻表（柏崎地区）.   越後交通. 2025年5月5日閲覧。
9. 1 2  “柏崎駅南口＝<田尻工業団地/新潟工科大学･夢の森公園>＝新潟産業大学＝安田駅前 線（路線図）” (PDF). 【公式】越後交通株式会社 路線バス時刻表（柏崎地区）.   越後交通. 2025年5月5日閲覧。
10. ↑  “柏崎駅前＝杉平 線（路線図）” (PDF). 【公式】越後交通株式会社 路線バス時刻表（柏崎地区）.   越後交通. 2025年5月5日閲覧。
11. ↑  「軽便鉄道免許状下付」『官報』1912年3月29日（国立国会図書館デジタル化資料）
12. ↑  「軽便鉄道免許失効」『官報』1914年3月4日（国立国会図書館デジタル化資料）
13. ↑  「鉄道免許状下付」『官報』1921年11月25日（国立国会図書館デジタル化資料）
14. ↑  「鉄道免許失効」『官報』1925年7月10日（国立国会図書館デジタル化資料）

#### 利用状況
1. ↑  “各駅の乗車人員（2000年度）”.   東日本旅客鉄道. 2019年4月2日閲覧。
2. ↑  “各駅の乗車人員（2001年度）”.   東日本旅客鉄道. 2019年4月2日閲覧。
3. ↑  “各駅の乗車人員（2002年度）”.   東日本旅客鉄道. 2019年4月2日閲覧。
4. ↑  “各駅の乗車人員（2003年度）”.   東日本旅客鉄道. 2019年4月2日閲覧。
5. ↑  “各駅の乗車人員（2004年度）”.   東日本旅客鉄道. 2019年4月2日閲覧。
6. ↑  “各駅の乗車人員（2005年度）”.   東日本旅客鉄道. 2019年4月2日閲覧。
7. ↑  “各駅の乗車人員（2006年度）”.   東日本旅客鉄道. 2019年4月2日閲覧。
8. ↑  “各駅の乗車人員（2007年度）”.   東日本旅客鉄道. 2019年4月2日閲覧。
9. ↑  “各駅の乗車人員（2008年度）”.   東日本旅客鉄道. 2019年4月2日閲覧。
10. ↑  “各駅の乗車人員（2009年度）”.   東日本旅客鉄道. 2019年4月2日閲覧。
11. ↑  “各駅の乗車人員（2010年度）”.   東日本旅客鉄道. 2019年4月2日閲覧。
12. ↑  “各駅の乗車人員（2011年度）”.   東日本旅客鉄道. 2019年4月2日閲覧。
13. ↑  “各駅の乗車人員（2012年度）”.   東日本旅客鉄道. 2019年4月2日閲覧。
14. ↑  “各駅の乗車人員（2013年度）”.   東日本旅客鉄道. 2019年4月2日閲覧。
15. ↑  “各駅の乗車人員（2014年度）”.   東日本旅客鉄道. 2019年4月2日閲覧。
16. ↑  “各駅の乗車人員（2015年度）”.   東日本旅客鉄道. 2019年4月2日閲覧。
17. ↑  “各駅の乗車人員（2016年度）”.   東日本旅客鉄道. 2019年4月2日閲覧。
18. ↑  “各駅の乗車人員（2017年度）”.   東日本旅客鉄道. 2019年4月2日閲覧。
19. ↑  “各駅の乗車人員（2018年度）”.   東日本旅客鉄道. 2019年7月16日閲覧。
20. ↑  “各駅の乗車人員（2019年度）”.   東日本旅客鉄道. 2020年7月13日閲覧。
21. ↑  “各駅の乗車人員（2020年度）”.   東日本旅客鉄道. 2021年7月25日閲覧。